# Roeloffina van Heteren-Vink
Roeloffina van Heteren-Vink (1875-1971) foi uma artista holandesa.

## Biografia
Heteren-Vink nasceu Vink a 1 de abril de 1875 em Utrecht. Estudou com Johannes Gabrielse, Sárika Goth e Gé Röling, e era casada com W. J. van Heteren. O seu trabalho foi incluído na exposição e venda Onze Kunst van Heden (A Nossa Arte de Hoje) em 1939 no Rijksmuseum em Amsterdão. Ela era membro do Kunstl Liefde em Utrecht.
Heteren-Vink faleceu no dia 3 de janeiro de 1971 em Haia.